# Сульфат сурьмы
Сульфат сурьмы — неорганическое соединение, соль слабого основания гидроксида сурьмы (III) и сильной серной кислоты с формулой Sb2(SO4)3

## Получение
- Медленное растворение металлической сурьмы в концентрированной охлаждённой серной кислоте:

{\displaystyle {\mathsf {2Sb+6H_{2}SO_{4}\ {\xrightarrow {}}\ Sb_{2}(SO_{4})_{3}\downarrow +3SO_{2}\uparrow +6H_{2}O}}}
- Вытеснение хлороводорода из хлорида сурьмы (III) концентрированной охлаждённой серной кислотой:

{\displaystyle {\mathsf {2SbCl_{3}+3H_{2}SO_{4}\ {\xrightarrow {}}\ Sb_{2}(SO_{4})_{3}\downarrow +6HCl}}}

## Физические свойства
Белые кристаллы не растворяются в холодной воде.

## Химические свойства
- Безводную соль получают медленной сушкой кристаллогидрата:

{\displaystyle {\mathsf {Sb_{2}(SO_{4})_{3}\cdot H_{2}O\ {\xrightarrow {20-30^{o}C,P_{2}O_{5}}}\ Sb_{2}(SO_{4})_{3}+H_{2}O}}}
- Реагирует с холодной водой медленно с образованием белого осадка:

{\displaystyle {\mathsf {Sb_{2}(SO_{4})_{3}+H_{2}O\ \xrightarrow {} \ Sb_{2}O(SO_{4})_{2}\downarrow +H_{2}SO_{4}}}}
- Реагирует с горячей водой:

{\displaystyle {\mathsf {Sb_{2}(SO_{4})_{3}+3H_{2}O\ {\xrightarrow {100^{o}C}}\ Sb_{2}O_{3}\downarrow +3H_{2}SO_{4}}}}
- Реагирует с концентрированными кислотами:

{\displaystyle {\mathsf {Sb_{2}(SO_{4})_{3}+8HCl\ {\xrightarrow {}}\ 2H[SbCl_{4}]+3H_{2}SO_{4}}}}
{\displaystyle {\ce {Sb2(SO4)3 + H2SO4 -> 2H[Sb(SO4)2]}}}
- Реагирует с концентрированными щелочами:

{\displaystyle {\mathsf {Sb_{2}(SO_{4})_{3}+8NaOH\ {\xrightarrow {}}\ 2Na[Sb(OH)_{4}]+3Na_{2}SO_{4}}}}
- При избытке сульфат-ионов растворяется с образованием комплексов типа {\displaystyle {\mathsf {[Sb(SO_{4})_{2}]^{-}}}}.
- Из холодной серной кислоты кристаллизуется гидрат Sb2(SO4)3•H2O.

## Применение
- Легирование полупроводников.